# Церковь Марии Магдалины (Екатеринбург)
Церковь Марии Магдалины расположена в историческом центре Екатеринбурга, является памятником архитектуры. Находится по адресу: улица Толмачёва, дом 8.

## Описание
Представляет собой двухэтажное кирпичное здание, построенное по проекту архитектора Ю. О. Дютеля в 1893 г.
С 1893 по 1919 в здании находилась церковь Св. Магдалины. Впоследствии здание находились в пользовании Уральского государственного педагогического университета. В настоящее время находится в полуразрушенном состоянии.

## Галерея

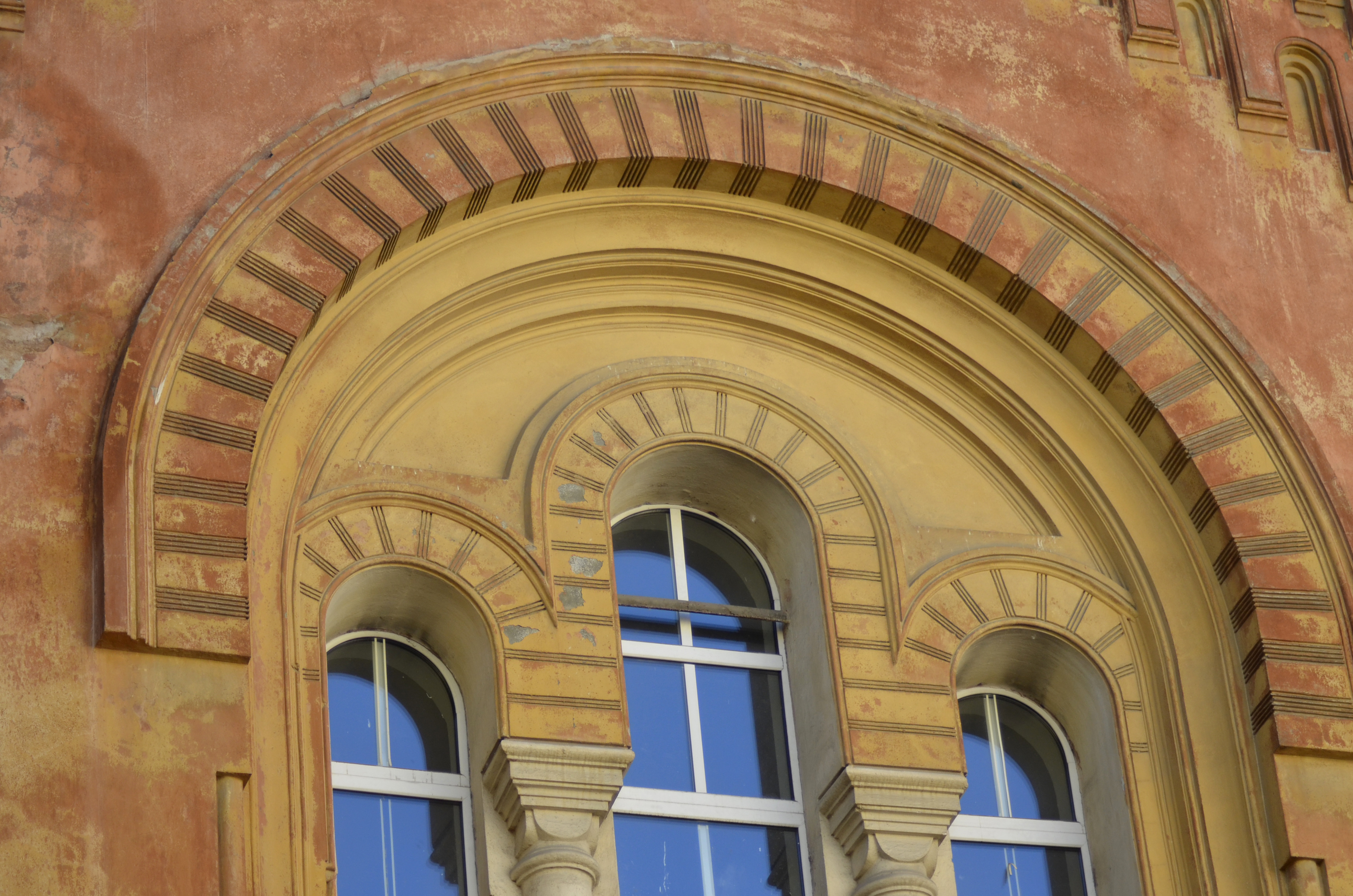
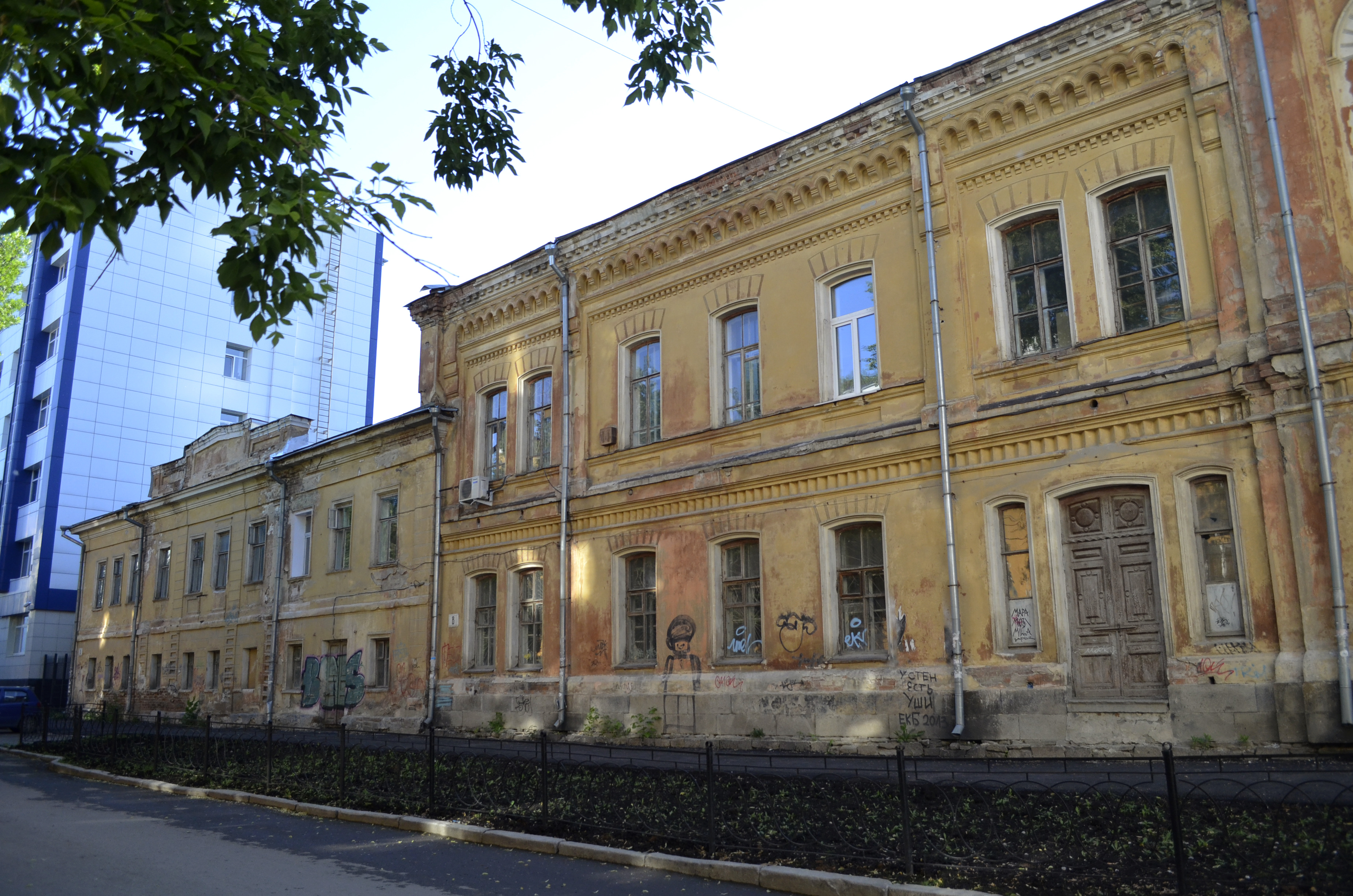
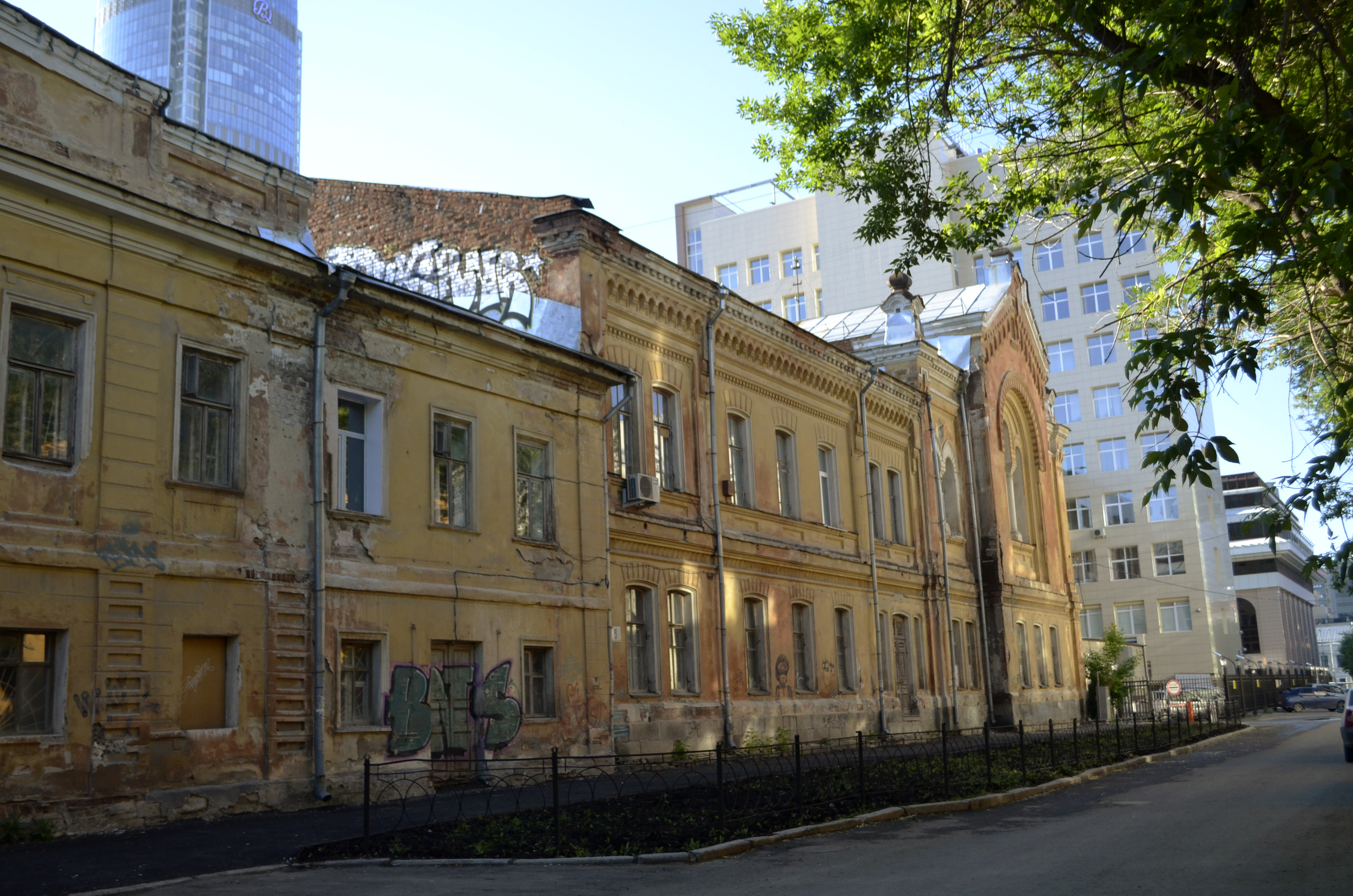
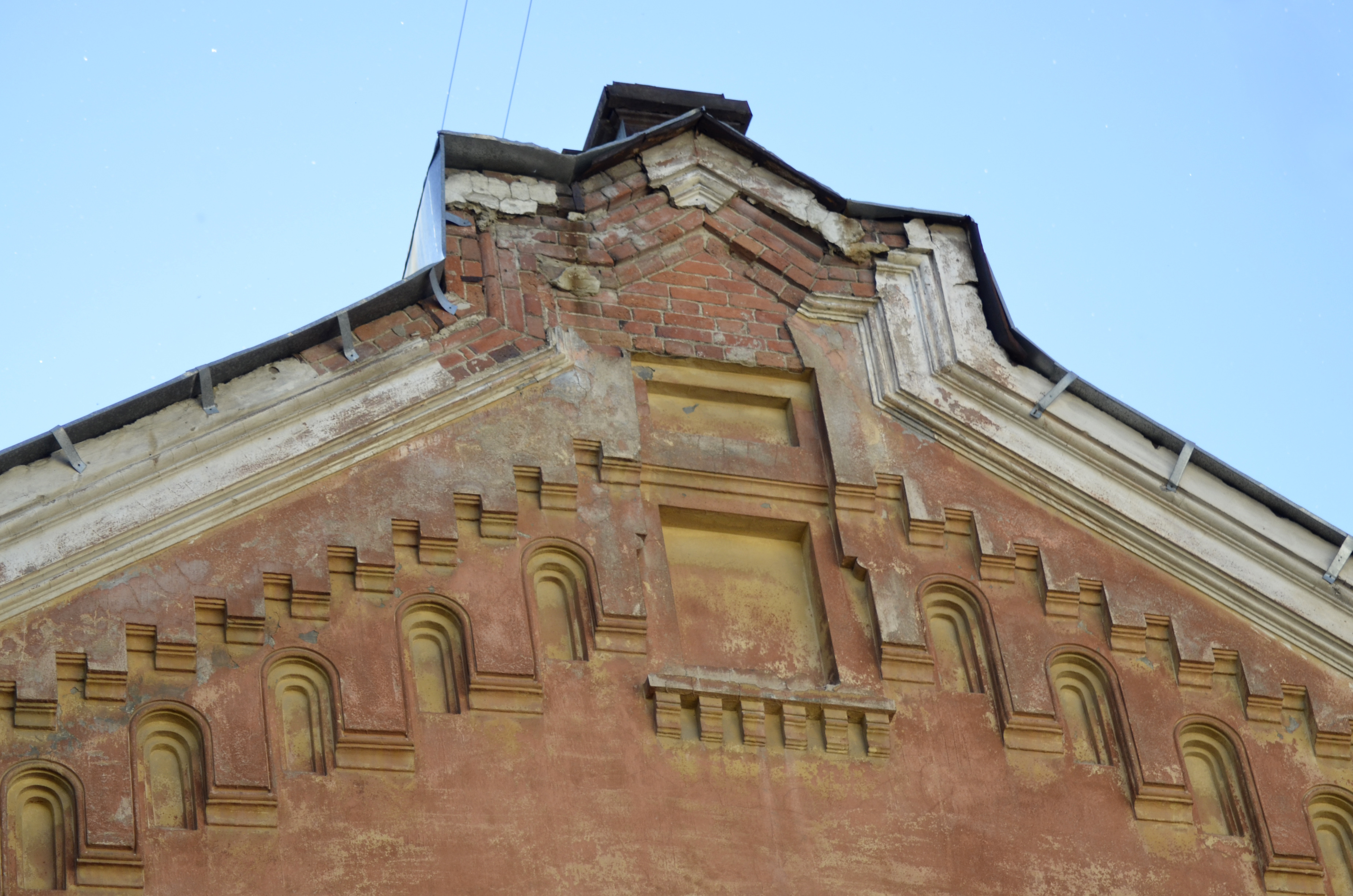
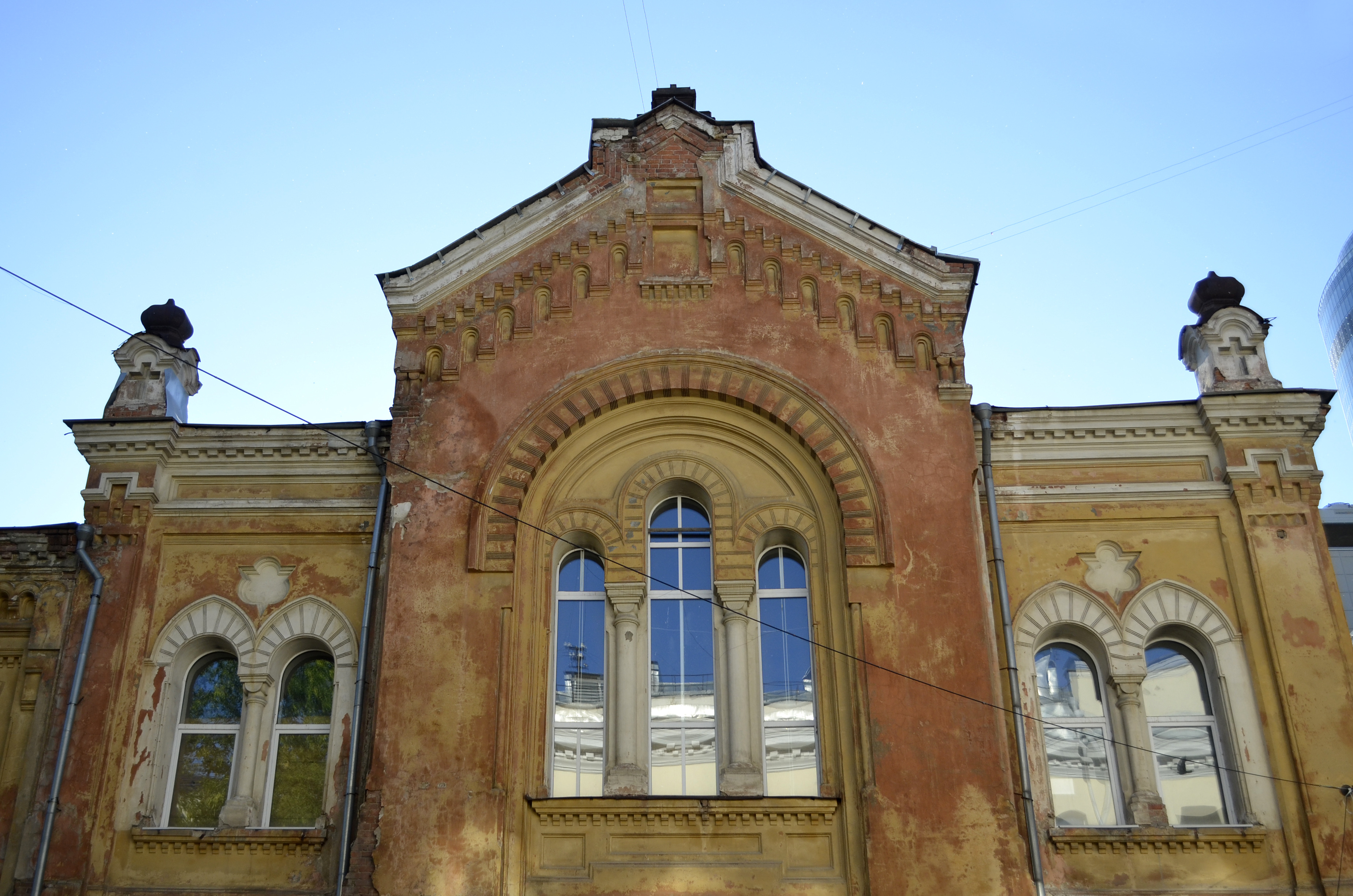
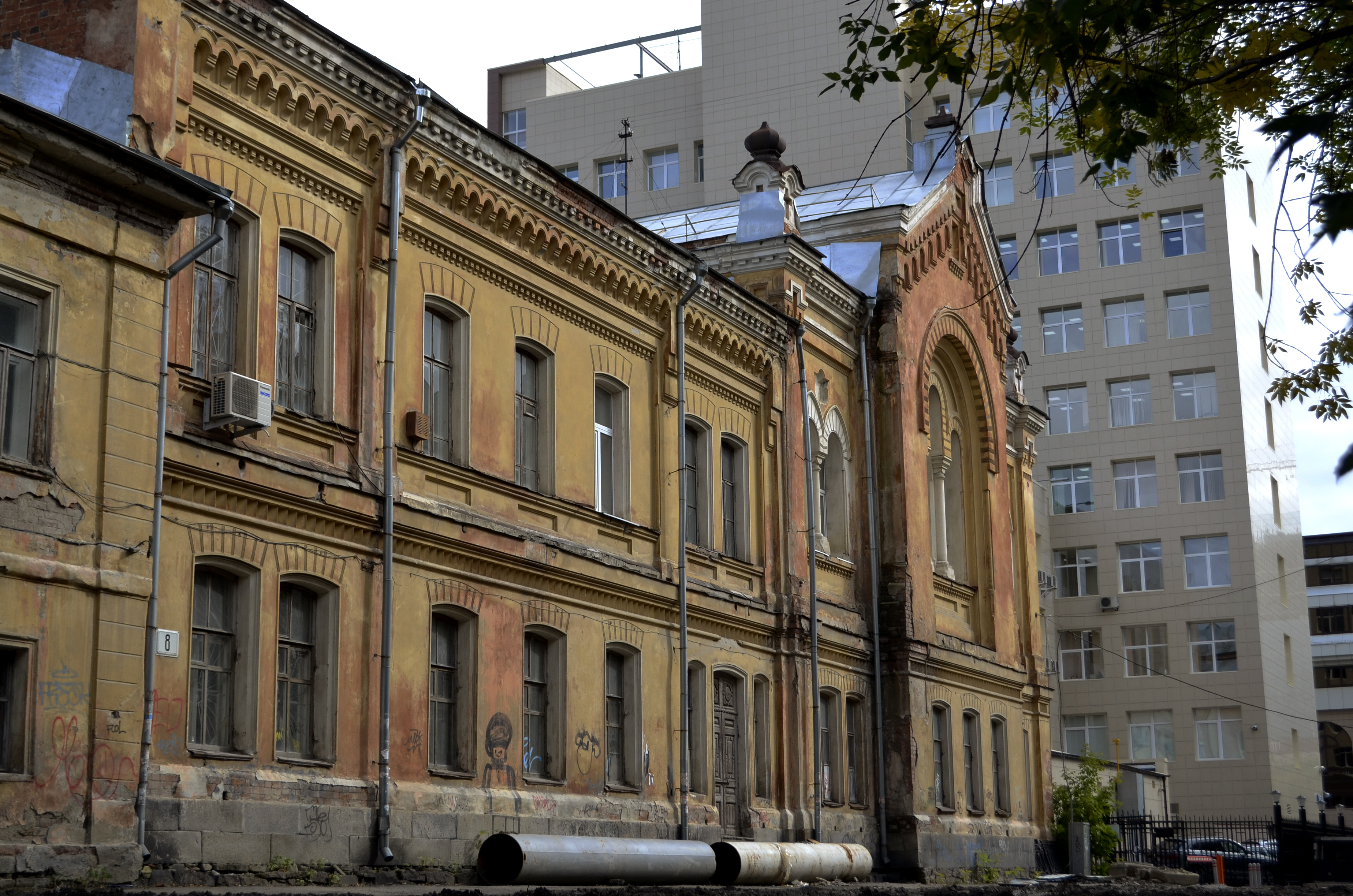
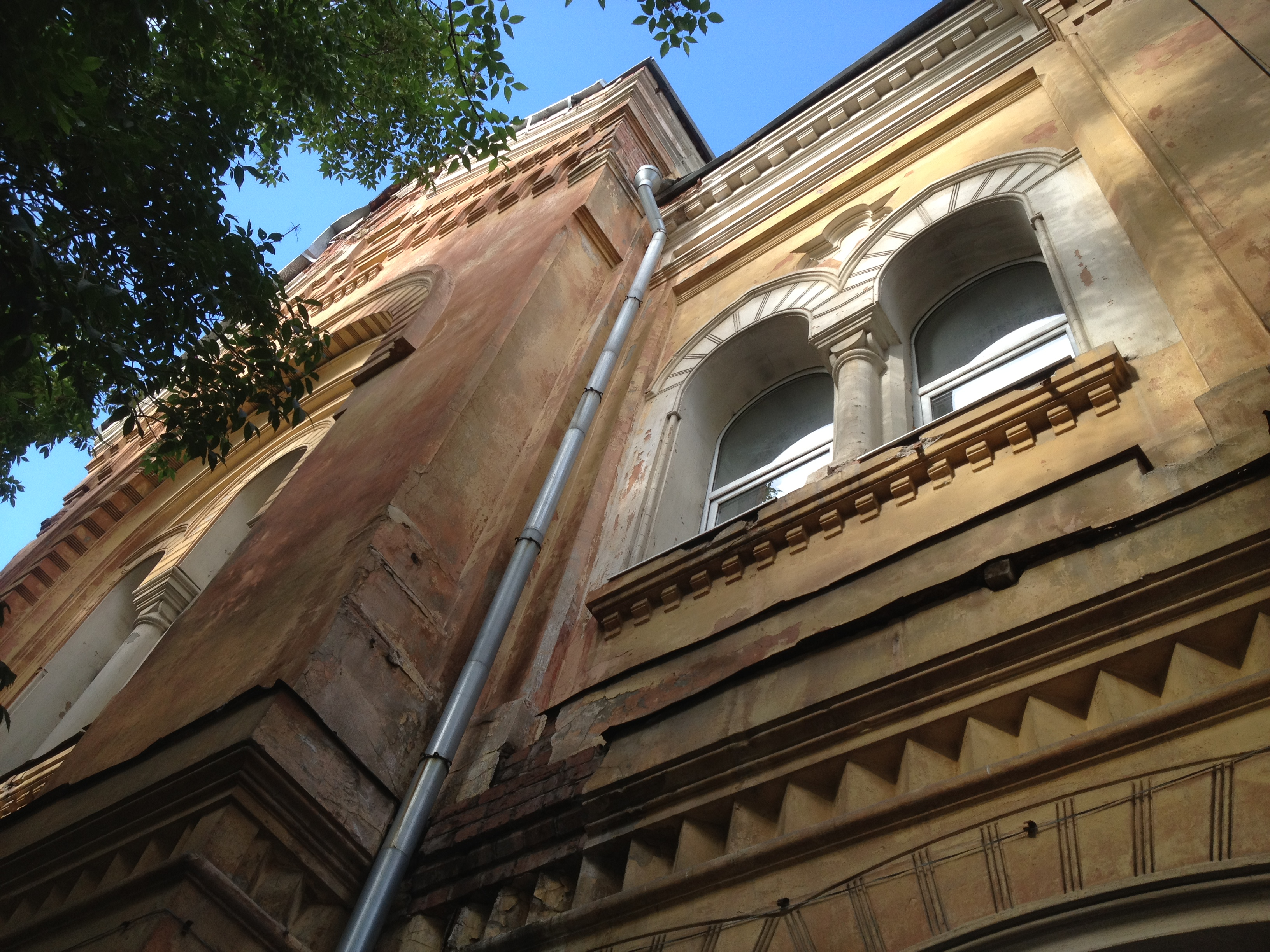
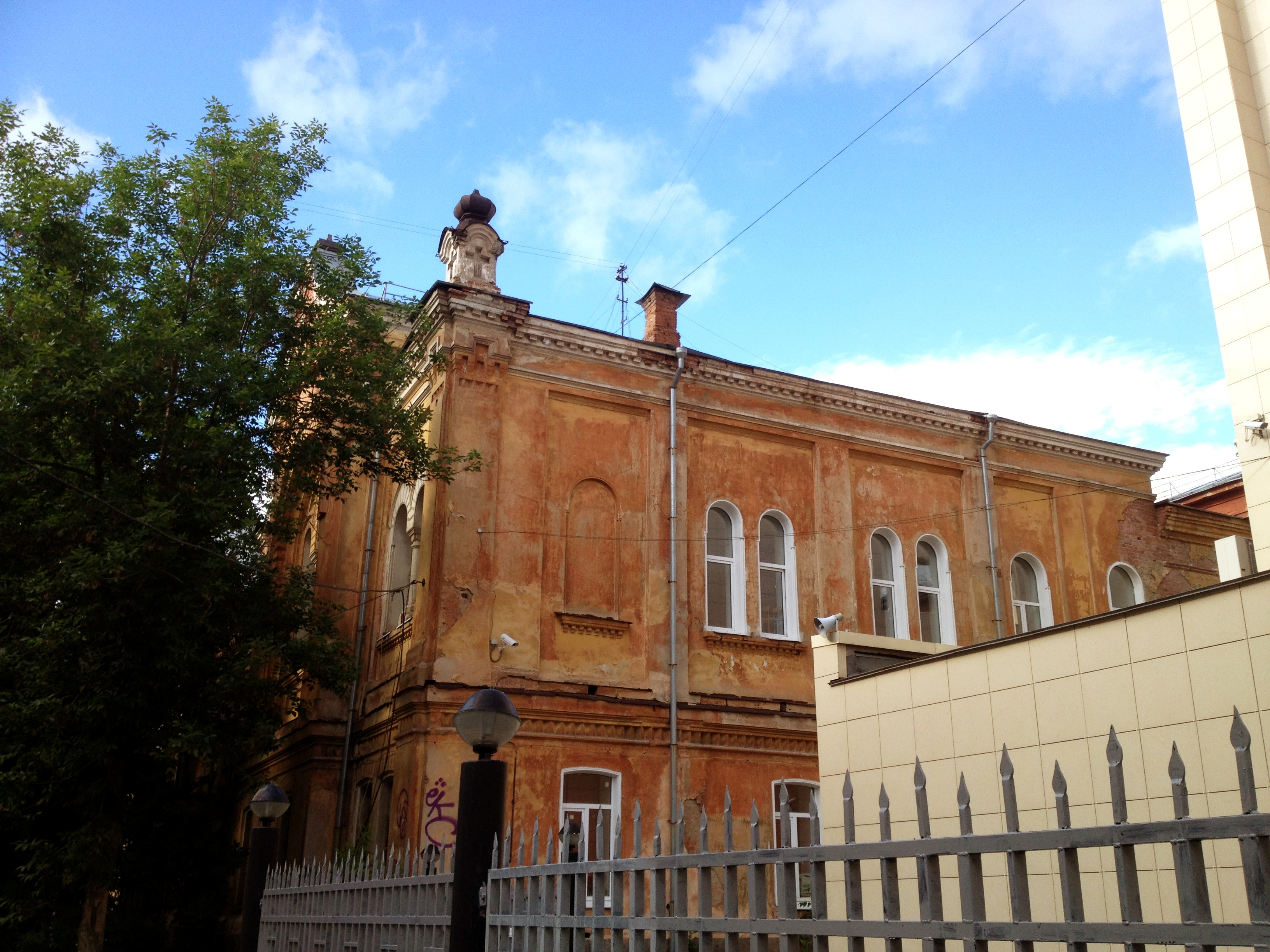